# NGC 772
NGC 772 est une vaste galaxie spirale, aussi appelée la galaxie de la Tête de violon, située dans la constellation du Bélier. NGC 772 a été découverte par l'astronome germano-britannique William Herschel en 1785.

## Caractéristiques
Sa vitesse par rapport au fond diffus cosmologique est de 2 195 ± 19 km/s, ce qui correspond à une distance de Hubble de 32,4 ± 2,3 Mpc (∼106 millions d'al).
À ce jour, plus d'une 34 basées sur le décalage vers le rouge (redshift) donnent une distance de 26,885 ± 8,784 Mpc (∼87,7 millions d'al), ce qui est à l'intérieur des valeurs de la distance de Hubble. Notons cependant que c'est avec la valeur moyenne des mesures indépendantes, lorsqu'elles existent, que la base de données NASA/IPAC calcule le diamètre d'une galaxie et qu'en conséquence le diamètre de NGC 772 pourrait être d'environ 75,3 kpc (∼246 000 al) si on utilisait la distance de Hubble pour le calculer.
La classe de luminosité de NGC 772 est II et elle présente une large raie HI. Elle renferme également des régions d'hydrogène ionisé. La luminosité de la galaxie de NGC 772 dans l'infrarouge lointain (de 40 à 400 µm)  est égale à 2,34 × 1010 {\displaystyle L_{\odot }} (1010,37{\displaystyle L_{\odot }}) et sa luminosité totale dans l'infrarouge (de 8 à 1 000 µm) est de 2,88 × 1010 {\displaystyle L_{\odot }} (1010,46{\displaystyle L_{\odot }}).
En raison d'une brillance de surface égale à 14,03 mag/am2, on peut qualifier NGC 772 de galaxie à faible brillance de surface (LSB en anglais pour low surface brightness). Les galaxies LSB sont des galaxies diffuses (D) avec une brillance de surface inférieure de moins d'une magnitude à celle du ciel nocturne ambiant.

## Observation
NGC 772 est assez facile à repérer à l'est de Gamma du Bélier (γ-ari) et au sud-est de Sheratan (β-Ari). Déjà bien visible dans un télescope de 150 mm, elle devient impressionnante dans un 300 mm. D'autre part, la galaxie NGC 770 n'offre rien de bien remarquable avec ces diamètres de télescopes.

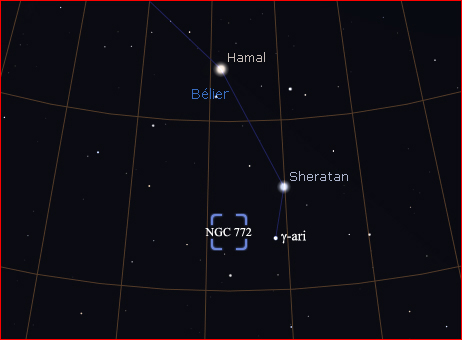
Position de NGC 772 sur la sphère céleste.

## Supernova
Deux supernovas ont été découvertes dans NGC 772 : SN 2003hl et SN 2003iq.

### SN 2003hl
Cette supernova a été découverte le 20 août 2003 par M. Moore et W. Li dans le cadre du programme conjoint LOSS/KAIT (Lick Observatory Supernova Search de l'observatoire Lick et The Katzman Automatic Imaging Telescope de l'université de Californie à Berkeley. Cette supernova était de type II.

### SN 2003iq
Cette supernova a été découverte le 8 octobre 2003 par l'astronome amateur français Jean Marie Llapasset. Cette supernova était de type II.

## Groupe de NGC 772
Les galaxies NGC 770, NGC 772, UGC 1519 et UGC 1546 font partie du groupe de NGC 772. La galaxie NGC 772 est la plus grosse galaxie de ce groupe.
En compagnie de NGC 770, la galaxie NGC 772 figure à l'atlas Arp sous la cote Arp 78. NGC 770 et NGC 772 forment une paire de galaxies en interaction gravitationnelle. C'est l'attraction gravitationnelle de NGC 770 qui est responsable de l'allongement du bras spiral sud de NGC 772.

## Galerie

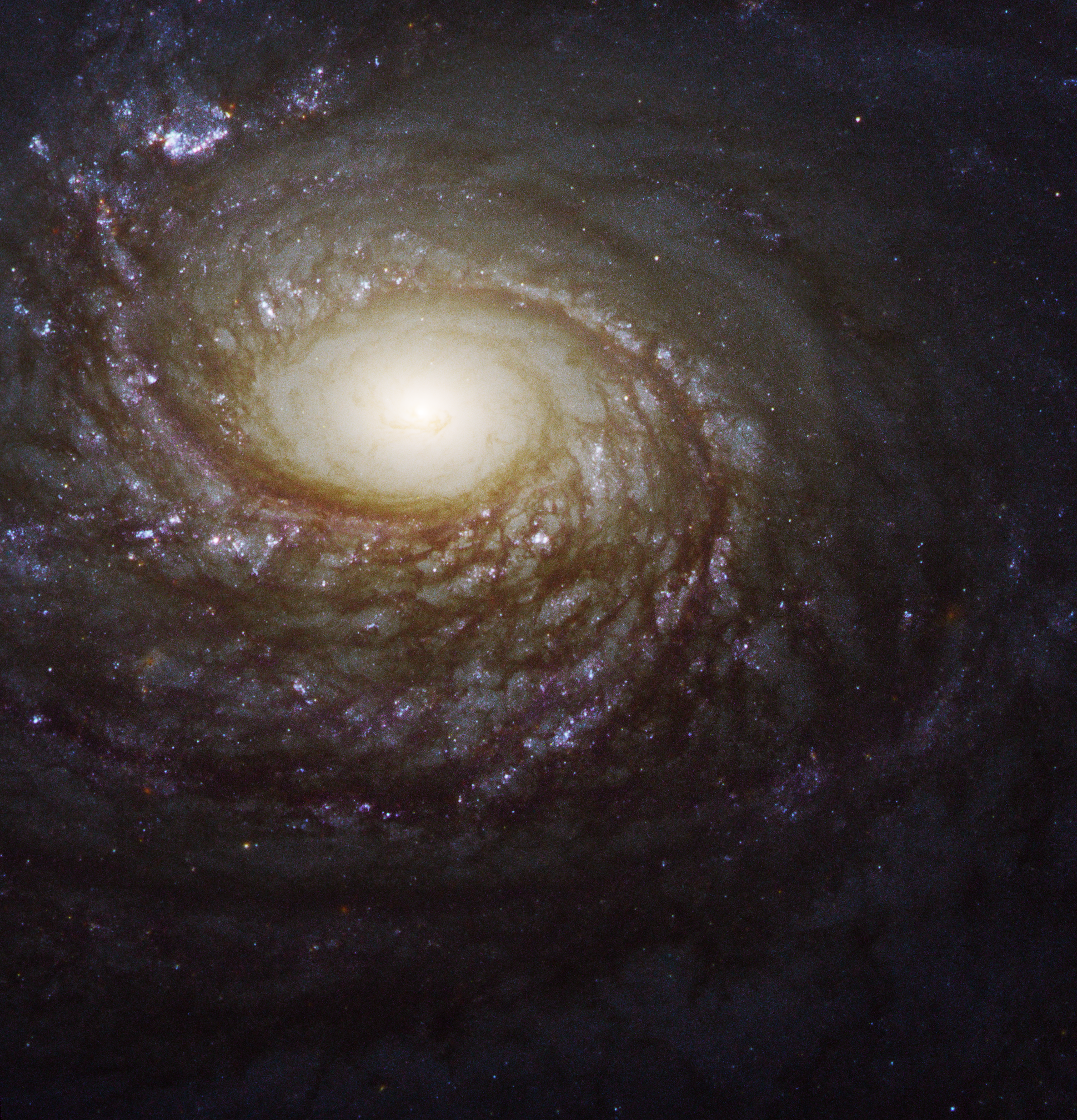
NGC 772 par le télescope spatial Hubble.
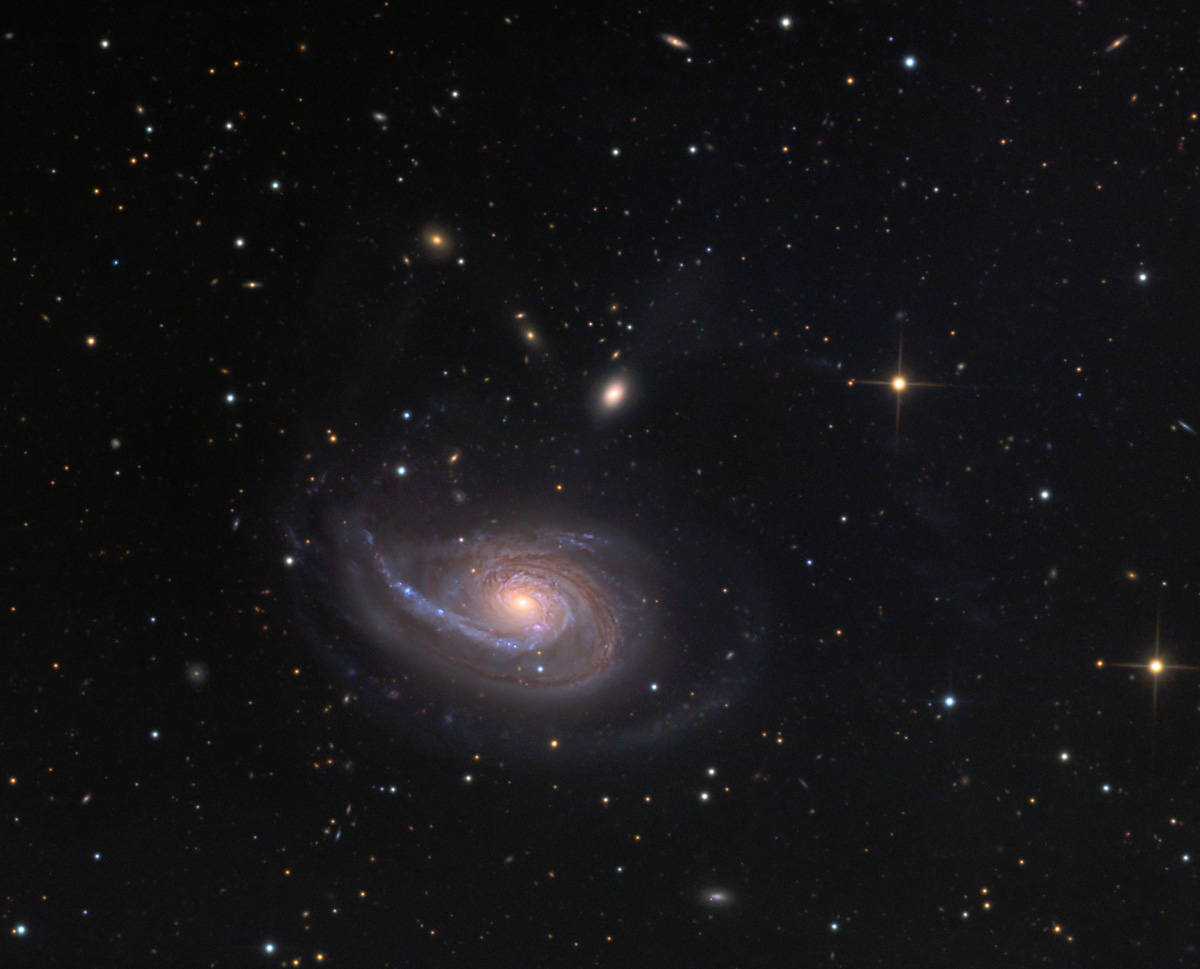
NGC 772 en lumière visible (Sid Leach/Adam Block/Mount Lemmon SkyCenter/University of Arizona).

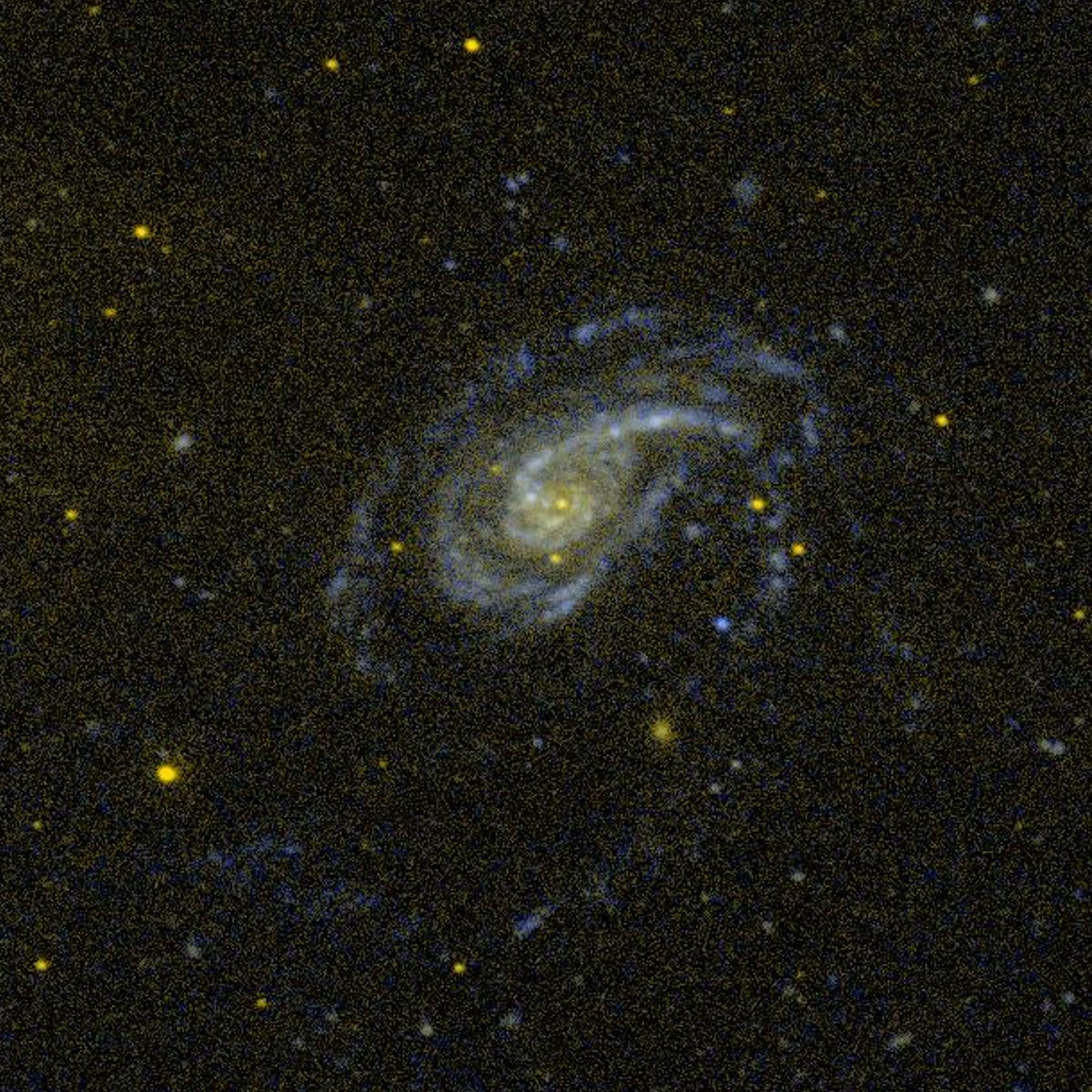
NGC 772 dans le domaine de l'ultraviolet par GALEX.
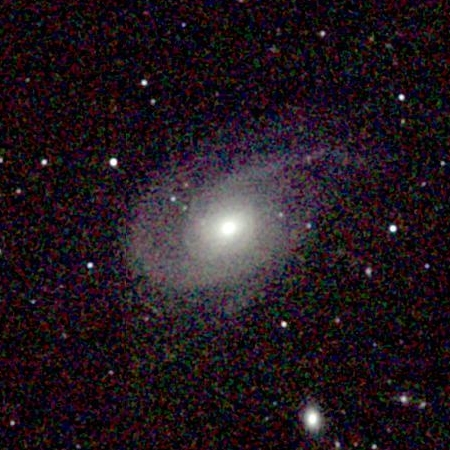
NGC 772 dans le domaine de l'infrarouge par 2MASS.
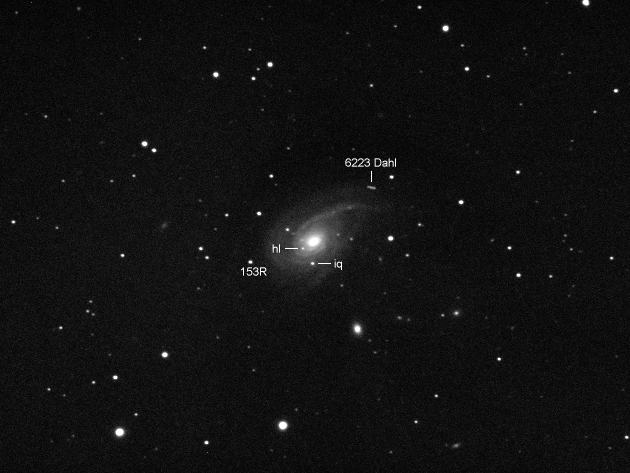
Deux supernovas (SN 2003iq, notée « iq », et SN 2003hl, notée « hl ») dans la galaxie NGC 772, avec l'astéroïde (6223) Dahl.